# …si pořádně zařádit
…si pořádně zařádit, Komedie o třech dějstvích je 3. komedie Jana Wericha a Jiřího Voskovce v Osvobozeném divadle. Jde o volné zpracování frašky rakouského dramatika a herce Johanna Nepomuka Nestroye Einen Jux will er sich machen.
Premiéra byla 17. října 1928 v divadle Adria na Václavském náměstí. Následovalo pouhých 48 repríz.

## Postavy

### Hlavní postavy
- Aleš Hlava – majitel krámku
- Leopold – příručí v obchodě
- Maxmilián – druhý příručí v obchodě
- Marie – Hlavova neteř
- Bedřich Zoufalý – sluha

### Vedlejší role
- Doubek – sluha
- Paní Votrubová – hospodyně
- Ludvík Slípka – milenec Marie
- Julie Wenigová – milenka Hlavy
- Paní Datimová – vdova
- Slečna Rousková – Hlavova švagrová
- Bětka – pomocná paní Rouskové
- Růžička, Filipka, Šofér, Vrchní číšník, Strážník

## Historie
V početném repertoáru Osvobozeného divadla z péra Jana Wericha a Jiřího Voskovce zaujímá zvláštní místo trojice her, které jsou adaptací cizích předloh. V+W sahali patrně po cizím vzoru, když bylo potřebí rychle nasadit novinku a když se sami ještě rozmýšleli nad svou další vlastní hrou. Úspěšnou Vest pocket revue s jejími 245 reprízami vystřídala Smoking revue, ta ale zdaleka nedosáhla ani přibližně stejného divadelního života. V+W se proto rozhodli zpracovat frašku Johanna Nestroye "Einen Jux will er sich machen" pro své divadlo, jehož charakteristickým znakem byla stejná revuální forma jejich komického dvojnictví. V přepracované podobě Nestroyova příběhu s přitažlivým českým názvem "…si pořádně zařádit" opustili na chvíli revuální osnovu a zkusili se o soustředěnější divadelní skladbu. Když si V+W předělávali Nestroyovu frašku na vlastní tělo, připsali a zvětšili roli dvou obchodních příručích, v nichž viděli lákavou možnost se do nich vtělit a vyřádit se v situační komice. Vyškrtali některé vedlejší roli, pozměnili dějovou sestavu, upravili si dialogy po svém a přimysleli další veselé zápletky.. tak se jejich ústřední dvojice stala ústředním nervem celého příběhu. Poprvé taky využili ženského převleku, který se potom v dalších představeních vyskytoval jako jeden z účinných komických prostředků. V+W si ponechali své typické líčení, filmově podmalované oči a bílou tvář s výrazně červenými rty.
K této frašce se vrátili znovu po 10 letech, když na podzim hledali hru, kterou by otevřeli novou sezónu. Hru nazvali "Hlava proti Mihuli", ale k její premiéře už nedošlo. Ministerstvo vnitra odňalo Jiřímu Voskovci koncesi. Z této hry se dnes nedochovalo vůbec nic, jen text dvou písní na hudbu Jaroslava Ježka.
Hra "…pořádně si zařádit" ale neměla ohlas u obecenstva, které stále vidělo V+W přes kaleidoskopickou formu zpopulárněné "Vest pocket revue". Dosáhla-li Smoking revue jen 88 repríz, pak "…si pořádně zařádit" skončila už po 48. repríze.
Americký dramatik Thorton Wilder zpracoval stejnou Nestroyovu frašku v hudební komedii The Matchmaker (Dohazovač), aniž ale uvedl, že se jedná o adaptaci. Tato hra se později stala podkladem pro známý muzikál Hello, Dolly! na Broadwayi a později i pro známé filmové zpracování režiséra Gene Kellyho s Barbrou Streisandovou v hlavní roli.